# مارغوت بنغتسون
مارغوت بنغتسون (بالسويدية: Margot Bengtsson)‏ هي عالمة نفس سويدية، ولدت في 1943.